# Office luxembourgeois d'accréditation et de surveillance
L'Office luxembourgeois d'accréditation et de surveillance (OLAS) est l'unique organisme national d'accréditation au Luxembourg au sens de l'article 4(1) du règlement (CE) n°765/2008 du Parlement européen et du Conseil du 9 juillet 2008 fixant les prescriptions relatives à l'accréditation et à la surveillance du marché pour la commercialisation des produits. 

## Historique
Créé par la loi du 22 mars 2000 pour répondre aux besoins du Luxembourg en matière de reconnaissance de la compétence de ses Organismes d’Évaluation de la Conformité (OEC), le fonctionnement de l'OLAS repose sur le cadre légal suivant :
- Le règlement (CE) n°765/2008
- La loi du 4 juillet 2014[2] portant réorganisation de l'Institut luxembourgeois de la normalisation, de l’accréditation, de la sécurité et qualité des produits et services (ILNAS)
- Le règlement grand-ducal du 12 avril 2016[3] portant exécution des articles 3, 5 et 7 de la loi modifiée du 4 juillet 2014 portant réorganisation de l’ILNAS.

Au-delà de ce cadre légal l'OLAS, comme l'ensemble des organismes d'accréditation européens et internationaux, se conforme aux exigences de la norme ISO/CEI 17011 pour procéder à l'accréditation des OEC.

## Organisation
L’OLAS est le département de l’ILNAS qui se charge de l’accréditation et de la surveillance des OEC actifs sur le territoire luxembourgeois. Doté de son propre personnel et de sa propre identité visuelle, il travaille en toute indépendance par rapport aux autres départements de l’administration. Grâce à la représentation équilibrée sans prédominance d’intérêt au sein de son comité d’accréditation, l’OLAS dispose d'une organisation qui lui permet de garantir l’impartialité et l'indépendance de ses décisions d’accréditation.

## Les missions de l'OLAS
La loi du 4 juillet 2014 portant réorganisation de l'ILNAS définie l'ensemble des missions pour lesquelles l'OLAS a été créé. Aux nombres de ces missions figurent :
- L'accréditation des OEC
- L'accréditation des organismes chargés du contrôle de la sécurité des produits mis sur le marché qui répondent aux exigences des directives d'harmonisation techniques communément appelées directives "nouvelles approche"[5]
- L'organisation des audits selon les Bonnes Pratiques de Laboratoires (BPL)

D'un point de vue opérationnel, l'OLAS a la responsabilité de la réalisation de ces missions.
Dans le cadre de sa mission d'organisme d'accréditation national L'OLAS accrédite les OEC suivants :
- Les laboratoires d'essais et d'étalonnages selon les exigences de la norme ISO/CEI 17025
- Les laboratoires d'analyses de biologie médicale selon les exigences de la norme ISO 15189
- Les organismes d'inspection selon les exigences de la norme ISO/CEI 17020
- Les organismes de certification de produits selon les exigences de la norme ISO/CEI 17065
- Les organismes de certification de systèmes de management selon les exigences des normes ISO/CEI 17021 et ISO/CEI 27006
- Les organismes de certification de personnes selon la norme ISO/CEI 17024

## Reconnaissance mutuelle européenne et internationale
En tant qu'organisme d'accréditation national, l'OLAS participe au système d'évaluation par les pairs défini dans l'article 10 du règlement (CE) n°765/2008.
Depuis le 18 avril 2012, l'OLAS est signataire des accords de reconnaissance de l'European co-operation for Accreditation (EA) pour les domaines suivants :
- Les laboratoires d'essais
- Les laboratoires d'étalonnages
- Les laboratoires d'analyses de biologie médicale
- Les organismes d'inspection
- Les organismes de certification de produits
- Les organismes de certification de systèmes de management de la qualité et de l'environnement

Par le biais des accords de reconnaissance mutuelle établis entre les régions (Europe, Amérique, Asie, Afrique, pays arabes) et les organismes internationaux, l'OLAS est également signataire des accords de reconnaissance mutuelle de l'International Laboratory Accreditation Council (ILAC) et de l'International Accreditation Forum (IAF) pour les mêmes domaines.